# Дунь Валентин Степанович
Дунь Валентин Степанович (нар. 9 грудня 1931 — †2008)- заслужений працівник сільського господарства України.

## Життєпис
Народився 9 грудня 1931 року в селі Горобівка Білопільського району.
Після закінчення Горобівської восьмирічної школи Валентин обрав своєю життєвою дорогою роботу в сільському господарстві.
В 1947 році вступив до Іскрисківщинського сільськогосподарського технікуму на агрономічне відділення, який закінчив в 1950 році. За направленням потрапив на роботу у Новопетрівське відділення Куянівського бурякорадгоспу.
З 1962 — директор радгоспу «Побєда». Потім був призначений головою Білопільського райвиконкому.
З 1968 по 1973 рік був призначений спочатку другим, а потім і першим секретарем райкому партії.
З листопада 1973 року Валентин Степанович знову очолив радгосп «Побєду». І так узявся за справу, що господарство вийшло незабаром у лідери галузі на всій території Радянського Союзу. У Москві, якій у радянські часи радгосп напряму підпорядковувався, директор постійно отримував нагороди та відзнаки за успішну роботу. Слід відзначити, що «Побєда» виробляла на той час близько 50 відсотків усіх обсягів виробництва валеріани в СРСР.
Помер Валентин Степанович в 2008 році.

## Нагороди та відзнаки
- орден Трудового Червоного Прапора
- орден «Знак пошани»
- медаль «За доблесну працю»
- звання «Заслужений працівник сільського господарства України».
- звання «Почесний громадянин міста Білопілля»